# Oxinasphaera aylostera
Oxinasphaera aylostera är en kräftdjursart som beskrevs av Bruce1997. Oxinasphaera aylostera ingår i släktet Oxinasphaera och familjen klotkräftor. Inga underarter finns listade i Catalogue of Life.